# Henning Radtke
Henning Radtke (* 9. Mai 1962 in Lübeck) ist ein deutscher Rechtswissenschaftler und Honorarprofessor an der Juristischen Fakultät der Gottfried Wilhelm Leibniz Universität Hannover. Am 6. Juli 2018 wählte der Bundesrat ihn als Nachfolger von Michael Eichberger zum Richter des Bundesverfassungsgerichts.

## Leben
Nach dem Abitur 1980 und der Absolvierung des Wehrdienstes von 1981 bis 1983 folgte das Studium der Rechtswissenschaften an der Georg-August-Universität Göttingen mit dem Abschluss des ersten juristischen Staatsexamens 1987.
In den Jahren von 1987 bis 1989 war Radtke als wissenschaftlicher Mitarbeiter an der Juristischen Fakultät Göttingen tätig.
Hieran schloss sich von 1989 bis 1992 der juristische Vorbereitungsdienst im Oberlandesgerichtsbezirk Celle an. Im August 1992 legte Radtke das zweite juristische Staatsexamen ab.
Ab Oktober 1992 war Radtke als Akademischer Rat bzw. wissenschaftlicher Assistent an der Juristischen Fakultät der Universität Göttingen tätig.
Die Promotion zum Doktor des Rechts erfolgte 1993 zum Thema Zur Systematik des Strafklageverbrauchs verfahrenserledigender Entscheidungen im Strafprozess.
Im November 1997 folgte die Habilitation mit einer Arbeit zur Dogmatik der Brandstiftungsdelikte sowie die Verleihung der Lehrberechtigung für die Fächer Strafrecht und Strafprozessrecht.
Radtke übernahm von 1998 bis 1999 die Vertretung des Lehrstuhls für Strafrecht, Strafprozessrecht, Strafvollzug und Kriminologie an der Universität des Saarlandes.  Von 1999 bis 2002 hatte er dort die Professur für Strafrecht, Strafprozessrecht und Nebengebiete inne. Von 2000 bis 2002 war Radtke als Richter im Strafsenat des Saarländischen Oberlandesgerichts tätig
und fungierte als Prodekan der Abteilung Rechtswissenschaften der Rechts- und Wirtschaftswissenschaftlichen Fakultät der Universität des Saarlandes. Von 2002 bis 2005 war er Inhaber der Professur für Strafrecht, Strafprozessrecht und Rechtsphilosophie an der Philipps-Universität Marburg. Radtke war von 2003 bis 2004 Studiendekan des Fachbereichs Rechtswissenschaften der Philipps-Universität Marburg und von 2004 bis 2005 Dekan des Fachbereichs.
Von 2005 bis 2012 lehrte Radtke als Universitätsprofessor an der Juristischen Fakultät der Gottfried Wilhelm Leibniz Universität Hannover. Von März 2009 bis März 2011 war Radtke Dekan der Juristischen Fakultät in Hannover. Darüber hinaus war Radtke als Richter im 2. Strafsenat des Oberlandesgerichts Celle tätig. Radtke war zudem mehrere Jahre lang Vorsitzender des Deutschen Juristen-Fakultätentages.
Am 29. März 2012 wählte der Richterwahlausschuss Radtke zum Richter am Bundesgerichtshof; Anfang Oktober 2012 wurde er zum Bundesrichter ernannt. Er gehörte dem 1. Strafsenat des Bundesgerichtshofs an, der unter anderem für das Steuerstrafrecht zuständig ist. Als Nachfolger von Michael Eichberger wurde Radtke am 16. Juli 2018 Richter des 1. Senates des Bundesverfassungsgerichts.

## Schriften
Monografien
- Das Ende der Gemeingefährlichkeit? Die Brandstiftung nach dem Entwurf eines sechsten Gesetzes zur Reform des Strafrechts (6. StrRG). Sinzheim 1997, ISBN 3-932490-05-3.
- Die Dogmatik der Brandstiftungsdelikte – zugleich ein Beitrag zur Lehre von den gemeingefährlichen Delikten. Berlin 1998, ISBN 3-428-09431-X.

Herausgeberschaften
- Henning Radtke, Olaf Hohmann: Strafprozessordnung: StPO, Vahlen, München 2011. ISBN 978-3-8006-3602-0.
- Muss Strafe sein?/Kolloquium zum 60. Geburtstag von Herrn Professor Dr. Dr. h.c. Heike Jung. Baden-Baden 2004, ISBN 3-8329-0507-3.
- Historische Dimensionen von Kriegsverbrecherprozessen nach dem Zweiten Weltkrieg. Baden-Baden 2007, ISBN 978-3-8329-2454-6.